# Gudrun Beckmann
Gudrun Beckmann, född 17 augusti 1955 i Düsseldorf, är en inte längre aktiv tysk tävlingssimmare (främst fjärilsim).
Beckmann deltog i de olympiska sommarspelen 1972 i München och förbättrade där det västtyska rekordet i fjärilsim över 100 meter. Med tiden kom hon på sjunde plats i finalen. Senare under samma olympiska spel vann hon med det västtyska laget två bronsmedaljer i frisim respektive medley.
Beckmann vann dessutom med det västtyska laget två bronsmedaljer vid världsmästerskapen i simsport 1973. Hon var 1973, 1974, 1975 och 1977 västtysk mästare över 100 meter fjärilsim.